# Ле-Босе (Вар)
Ле-Босе́ (фр. Le Beausset, окс. Lou Béusset) — коммуна на юго-востоке Франции в регионе Прованс — Альпы — Лазурный берег, департамент Вар, округ Тулон, кантон Сен-Сир-сюр-Мер.
Площадь коммуны — 3,0 км², население — 8710 человек (2006) с выраженной тенденцией к росту: 9204 человека (2012), плотность населения — 256,0 чел/км².

## Географическое положение
Ле-Босе находится в 15 км к северо-западу от Тулона и в 40 км к востоку от Марселя.
Коммуна расположена в долине к югу от массива Сен-Бом среди виноградников и сосновых лесов. Горная порода мелового периода богата ископаемыми.

## Происхождение названия
Существует три версии происхождения названия «Босе»:
- Босе являлся частью земель Босанк (фр. Baussenques), принадлежавшей семье Бо (фр. Baux).
- Название происходит от двух слов: «Baus» (старофранцузское слово, которое происходит от латинского прилагательного «Bellus» — красивый); и «Set» (от латинского «Sinus» — залив). Предполагается, что здесь говорится о заливе Ла Сьота (древний «Portus Citharista»), который ранее простирался до территории современного Ле-Босе.
- В основе названия лежит провансальское слово «Baus» (крутая скала) в уменьшительной форме. В пользу этой версии говорит рельеф местности, в которой располагается коммуна.

| Написание названия Ле-Босе за всю историю существования | Написание названия Ле-Босе за всю историю существования |
| Даты                                                    | Название                                                |
| ------------------------------------------------------- | ------------------------------------------------------- |
| XI век                                                  | Balset или Balseto                                      |
| 1080 год                                                | Baucet                                                  |
| с 1145 до 1398 года                                     | Bauceto или Bauceti                                     |
| 1478 год и позднее                                      | Beausset или Bausset                                    |

## История
Местность, занимаемую ныне коммуной, населяли сначала лигуры, затем римляне. Возвышенное место позволяло контролировать основной наземный путь между Массильей и Тело Мартиус, который в этом месте проходил между болотистой равниной и горами.
Первое упоминание о населённом пункте относится к XII веку.
Первоначально деревня располагалась на вершине горы (современный Beausset-Vieux). Она выросла из укреплённого пункта с часовней в центре, построенной в 1164 году.
Находясь под властью епископов Марселя, местные жители устроили вокруг замка второе укрепление. В XIV веке была добавлена третья оборонительная стена.
В XVI веке ситуация в регионе успокоилась, и епископ разрешил 19 марта 1506 года живущим в Beausset-Vieux спуститься в осушившуюся равнину, в местность, называвшуюся «Les Cabanes».
В 1615 году жители деревни, проявляя свою независимость от епископа, потребовали разрушить укрепления. Таким образом Beausset-Vieux сменил свою функцию на сугубо религиозную.
Батальон гражданской милиции из Ле-Босе активно принимал участие в осаде Тулона Наполеоном в 1793 году.

## Герб

### Описание
На синем поле золотое изображение Богородицы, стоящей на серебряном полумесяце. Голова Богородицы окружена семью звёздами. Девиз: «Beaussutensium Advocata» (Защитница Босе).

### История
Точно не известно, к какому времени относится появление в Ле-Босе герба. Употребление гербов становится распространённым в Провансе в период правления Людовика XIII. Вероятно, этот герб появился, когда регион находился под управлением епископа Марселя. Эдиктом короля Людовика XIV в ноябре 1696 года герб был занесён в Гербовник Франции.

## Население
Население коммуны в 2011 году составляло — 9 092 человека, а в 2012 году — 9 204 человека.
| 1962 | 1968 | 1975 | 1982 | 1990 | 1999 | 2004 | 2006 | 2009 | 2011 | 2012 |
| ---- | ---- | ---- | ---- | ---- | ---- | ---- | ---- | ---- | ---- | ---- |
| 2320 | 2722 | 2992 | 5327 | 7114 | 7723 | 8410 | 8710 | 9103 | 9092 | 9204 |

Динамика населения:

## Экономика
Активное трудоспособное население занято в сельском хозяйстве. Основной деятельностью в коммуне является виноделие. Кроме того, здесь выращиваются маслины и фрукты. Немаловажный фактор регионального сельского хозяйства — птицеводство.
В к югу от Ле-Босе в песчаной долине производится добыча песка.
В 2010 году из 5785 человек трудоспособного возраста (от 15 до 64 лет) 4043 были экономически активными, 1742 — неактивными (показатель активности 69,9 %, в 1999 году — 66,3 %). Из 4043 активных трудоспособных жителей работали 3605 человек (1914 мужчин и 1691 женщина), 438 числились безработными (200 мужчин и 238 женщин). Среди 1742 трудоспособных неактивных граждан 472 были учениками либо студентами, 687 — пенсионерами, а ещё 583 — были неактивны в силу других причин.
На протяжении 2010 года в коммуне числилось 4061 облагаемое налогом домохозяйство, в котором проживало 9793,0 человека. При этом медиана доходов составила 21 566 евро на одного налогоплательщика.

## Достопримечательности
- Beausset-Vieux. Единственное, что осталось на старом месте деревни — романская часовня из XII века, посвящённая Деве Марии, защитнице Босе. В XVII веке Beausset-Vieux стал местом паломничества к часовне. Его посещали Людовик XIV в 1661 году и Бонапарт в 1793 году. В 1804 году часовня была отреставрирована. 20 февраля 1970 года внесена в список памятников истории.
- Дом кукол. Собрание коллекции фарфоровых кукол.
- Дом Далма (rue Pasteur, 24). В этом здании с 28 августа до 20 сентября 1793 года жил капитан Наполеон Бонапарт.
- Молельни (фр. Oratoires). Небольшие строения, посвящённые святым. В Босе насчитывается около сотни молелен. Помещенные вдоль бывших дорог, они сохранились в различном состоянии: от отреставрированных до руин. Внутри находятся либо статуи святых, либо их изображения. Наиболее знаменитые молельни расположены на дороге, ведущей в Beausset-Vieux (Chemin des Oratoires).
- Дом Ganteaume de la Rouvière (rue de la République, 31—33). В этом здании на период сопротивления Тулона Французской революции, с 15 сентября 1793 года по 5 марта 1795 года, находилась Директория Тулонского округа.
- Дом (rue Portalis, 29), где родился Жан-Этьен-Мари Порталис (1746—1807), юрисконсульт, один из редакторов гражданского кодекса, министр по делам религий при Наполеоне, член Французской академии, погребённый в Пантеоне.
- Большой фонтан, устроенный в центре Ле-Босе в 1832 году. Ранее был украшен тремя скульптурами дельфинов.
- В церкви находится: Бюст святого Льва, поднесённый графом д'Артуа, будущим королём Карлом X; картина Екатерины Сиенской, написанная художником Герардом де Лерессом.

## Известные люди
В Ле-Босе родился известный автогонщик, четырёхкратный победитель гонки «24 часа Ле-Мана» Янник Дальмас.